# Fingers
Pour le film de James Toback, voir Mélodie pour un tueur.
Fingers est la quatre-vingt-huitième histoire de la série Lucky Luke par Morris et Lo Hartog van Banda. Elle est publiée pour la première fois en 1983 du no 306 au no 311 du journal  VSD, puis est publiée en album en 1983 aux éditions Dargaud comme no 21. Il s'agit de la première histoire où Lucky Luke troque son éternelle cigarette contre un brin d'herbe.

## Univers

### Synopsis
Un magicien nommé Fingers, kleptomane de génie, est emprisonné dans la cellule des Dalton. Ayant subtilisé les clés du gardien, Fingers permet aux quatre frères de s'évader.

### Personnages
- Fingers: magicien, kleptomane et grand séducteur de la gent féminine
- Lucky Luke : cow-boy solitaire, justicier, ennemi juré des frères Dalton
- Jolly Jumper: cheval de Lucky Luke, intelligent et parfois doué de la parole
- Les frères Dalton : bandits bêtes mais pas vraiment méchants

## Publication

### Album
Éditions Dargaud, no 21, 1983.

## Adaptation
Cet album a été adapté dans la série animée Lucky Luke, diffusée pour la première fois en 1991.

## Source
- www.lucky-luke.com, « Lucky Luke » (consulté le 12 août 2008)
- www.bedetheque.com, « Lucky Luke » (consulté le 12 août 2008)